# Collèges de France
Pour l’article ayant un titre homophone, voir Collège de France.
Pour Le livre, voir Mara Goyet#Collèges de France (2003).
Collèges de France, anciennement collège de France, est une école  internationale française, assurant l'enseignement de la maternelle au lycée à Ambohijanaka, Antananarivo, à Madagascar.

## Description
L'établissement enseigne de la maternelle  au lycée ainsi que les niveaux professionnels.
Il a trois campus : Amparibe , Ankadilalana et Ambohijatovo .
Le campus d'Ankadilalana assure tous les niveaux scolaires.